# Agence de presse Dōmei
L'agence de presse Dōmei (同盟通信社, Dōmei Tsūshinsha, « Agence de presse fédérée ») est une agence de presse japonaise fondée en 1936 à partir de la fusion de plusieurs agences japonaises, spécialisées dans l'information pour les unes, dans la publicité pour les autres. Elle est l'agence de presse officielle de l'empire du Japon de 1935 à 1945.

## Histoire et développement
L'agence Dōmei est le résultat final de plusieurs années d'efforts de journalistes et hommes d'affaires japonais pour créer une agence de presse nationale au Japon qui puisse concurrencer (et si possible dépasser) Reuters et d'autres agences de presse internationalement reconnues.
Après l'incident de Mukden de 1931, le président de la Nihon Shimbun Rengosha (日本新聞聯合社, « Presse associée » ou Rengo), Yukichi Iwanaga, propose une fusion de son agence de presse avec la Nihon Dempo Tsushinsha (日本電報通信社, « Agence de presse télégraphique du Japon » ou Dentsu). Malgré l'appui du gouvernement, ce projet de fusion doit affronter le président de Dentsu, Hoshio Mitsunaga, qui est réticent à abandonner le contrôle du lucratif commerce de publicité de sa compagnie, et qui estime qu'une fusion menacerait le soutien de ses clients publicitaires - les journaux provinciaux en concurrence avec le Rengo. Pour compromis, Mitsunaga accepte une division du Dentsu et sépare l'agence de presse de l'agence de publicité. La fusion avec le Rengo a lieu le 28 décembre 1935, ce qui donne naissance à l'agence de presse Dōmei.
Fondée le 1er janvier 1936, l'agence Dõmei était une société de droit public sous le contrôle de l'État japonais. Ensuite, en moins d'une année, elle a racheté toutes ses concurrentes privées, à commencer par l'agence de publicité Dempo (Nihon Dempo Tsushinsha en japonais) puis l'agence de presse coopérative Shimbum Ringo, favorable au ministère des Affaires étrangères, et contrôlée par les journaux japonais.
Durant la Seconde Guerre mondiale, l'agence Dōmei passe sous le contrôle du ministère des Communications. Elle maintient un réseau de bureaux en dehors du Japon, envoie ses journalistes dans les pays alliés et neutres, et produit des films et des émissions de radio. Elle collecte également des informations et nouvelles d'autres sources que celle du gouvernement et de l'armée, et produit des œuvres de propagande à destination des pays étrangers.
L'agence Dōmei présente des informations censurées par le gouvernement, et diffuse en japonais et dans différentes langues occidentales à travers un important réseau de stations de radio en Asie orientale, au Mandchoukouo et dans les parties occupées de la Chine. Au fil des conquêtes, elle est plus tard autorisée par l'armée japonaise à développer un réseau de presse et de radio à Singapour et en Malaisie.
Plusieurs incidents documentés du début de la guerre montrent que l'équipe de Dōmei avait personnellement de bonnes relations avec les journalistes étrangers.
Durant l'occupation du Japon, l'agence Dōmei est dissoute et ses fonctions divisées entre Kyodo News et Jiji Press en 1945.